# Brian D'Arcy
Brian D'Arcy (Condado de Fermanagh, 1945) es un sacerdote pasionista de la Iglesia irlandesa, un escritor y publicista. Por sus opiniones acerca de la responsabilidad por el abuso sexual infantil, las mujeres sacerdotes católicos y el celibato obligatorio fue condenado por la Santa Sede en 2012 y es sometido a la censura. 
“Lamentablemente en nuestra iglesia ahora, se ha vuelto imposible de ser abierto y honesto acerca de lo buena gente están convencidos de que es como si se limita a declarar los hechos desagradables es en sí misma desleal. Durante años he tratado de señalar... los peligros de la creciente desconexión entre los líderes de la iglesia y la gente común,“ dijo D'Arcy.